# Эскадренные миноносцы типов J, K и N
Эскадренные миноносцы типа «Джервис» — тип эскадренных миноносцев, состоявший на вооружении Королевских ВМС Великобритании в предвоенные годы и в период Второй мировой войны. Первая серия британских предвоенных эсминцев, пришедших на смену «стандартным» эсминцам. Они стали основой для ряда проектов, закладываемых крупными сериями вплоть до конца Второй мировой войны.

## История создания и особенности конструкции

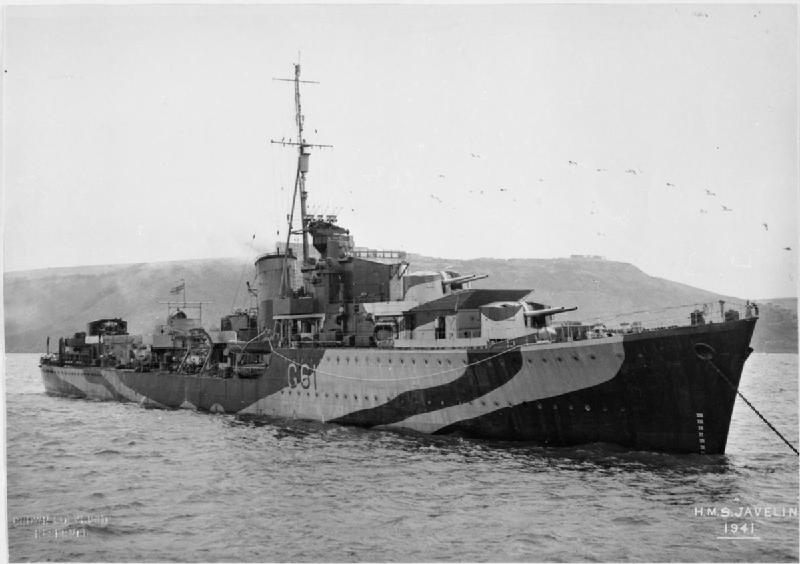
эскадренный миноносец HMS Javelin, 1941 год

От продолжения строительства эсминцев типа «Трайбл» Совет Адмиралтейства отказался, было признано, что они перегружены, а торпедное вооружение оказалось слишком слабым.
Британскому флоту требовался новый «промежуточный» тип эсминца: несший более мощное артиллерийское вооружение, чем «стандартный» тип и более сбалансированный, технологичный и дешёвый, чем Трайблы.
Эскадренные миноносцы типа J представляли собой новый тип эсминца, который очень сильно отличался от предыдущих типов: впервые эсминцы Королевского флота были однотрубными, для изготовления корпуса использовались новые марки стали, применена новая внутренняя компоновка. Эти корабли, в отличие от предшественников, строились с продольной системой набора корпуса, которая подразумевает направление главных балок вдоль корпуса корабля. По бортам и днищу из носа в корму идут непрерывные стрингеры, соединённые меньшим количеством шпангоутов. При этом или значительно возрастает продольная прочность или удаётся сильно облегчить корпус. Кроме того в значительных количествах была применена электросварка (но не везде, корпуса были преимущественно клёпаными), что тоже дало экономию веса. На эсминцах типов «J» и «K» листы обшивки палубы были сварены с обратной стороны.
При этом должен был выполняться следующий ряд основных требований.
Эсминцы должны были:
- нести сильное торпедное вооружение;
- нести артиллерийское вооружение позволявшее противостоять вражеским эсминцам и защищать корабль от атак с воздуха;
- обладать хорошей мореходностью;
- иметь достаточно большие дальность плавания и автономность;
- обладать хорошими маневренными качествами;
- водоизмещение должно быть минимальным (при условии достижения вышеперечисленных требований);
- иметь скорость на уровне стандартных эсминцев.

Корабли типа J строились по программе 1936 года, впервые вместе с лидером заказано не 9, а 8 единиц. Заложены на различных верфях в 1937 и вошли в состав флота в течение 1938 — 1939 гг. Корабли типа «К» программы 1937 заложены в 1937—1938. Корабли типа «N» были запланированы на программу 1939 года. Несмотря на различные обозначения, корабли относятся к одному типу.
Названия кораблей нового типа, по традиции, начинались на определённую букву латинского алфавита. Лидер каждой флотилии назывался в честь выдающегося адмирала.

## Конструкция

### Архитектурный облик
Эсминцы типа Джервис отличались от предшественников набором корпуса, обводами носовой части. Наклонный форштевень имел больший угол наклона чем у стандартных коллег, но меньший чем у Трайблов. Чуть больше трети корпуса занимал полубак, слегка поднимавшийся к форштевню. В средней части корпуса шпангоуты имели небольшой завал внутрь. Эсминцы имели одну трубу. Корма традиционной для англичан формы полукруглая с почти плоским образованием короткого подзора. Двойное дно шло только под котельным и машинным отделениями.

### Энергетическая установка

#### Главная энергетическая установка
Главная энергетическая установка включала в себя два трёхколлекторных Адмиралтейских котла с пароперегревателями и два одноступенчатых редуктора, четыре паровых турбины Парсонса. Дымоходы обоих котлов свели в одну широкую дымовую трубу. Две турбины (высокого и низкого давления) и редуктор составляли турбозубчатый агрегат. Размещение ГЭУ — линейное. Котлы размещались в изолированных отсеках, турбины — в общем машинном отделении, при этом были отделены от турбин водонепроницаемой переборкой.
Рабочее давление пара — 21,2 кгс/см² (20,5 атм.), температура — 332 °C.

#### Электропитание
Электричество вырабатывали два турбогенератора мощностью по 155 кВт. Были так же два дизель-генератора по 50 кВт. Напряжение сети 220 V.

#### Дальность плавания и скорость хода
Проектная мощность составляла 40 000 л. с., что должно было обеспечить скорость хода (при полной нагрузке) в 32 узла, в нормальном грузу все эсминцы типа «Джервис» развили не менее 34,5 узла.
Запас топлива хранился в топливных танках, вмещавших 491тонну (482 дл. т) мазута, что обеспечивало дальность плавания 5500 миль 15-узловым ходом или 3500 миль 20-узловым.
Гребные винты имели диаметр 3,2 м.

### Мореходность
Корабли отличались прекрасными мореходными качествами, выделяясь даже на фоне высоких стандартов британского флота. Хорошо держались на волне даже в самую ненастную погоду. Недостатком было повышенное брызгообразование, сильно подвергались его воздействию вторая артустановка и ходовой мостик.

### Вооружение
Артиллерия главного калибра (ГК) у эсминцев типов J, K осталась такой же, что и у их предшественников: 120-мм орудия с длиной ствола 45 калибров, в спаренных установках Мк. XIX. Количество уменьшилось с 8 до 6 орудий. Максимальный угол возвышения +40°, снижения −10°. Угол горизонтальной наводки установки составлял 340°, мёртвая зона 20°. Каждая установка оснащалась электрогидравлическим приводом со скоростью горизонтальной и вертикальной наводки 10 °/с. Оба орудия находились в одной люльке. Существенным плюсом орудий была значительная для такого калибра живучесть ствола — до 1400 выстрелов. Масса снаряда 22,7 кг, начальная скорость 807 м/с. Боезапас включал в себя 200 (тип N — 250) выстрелов на ствол, в перегруз (по вместимости погребов) корабль мог брать до 250 выстрелов (190 полубронебойных, 50 осколочных и 10 осветительных) на ствол — то есть в сумме до 1500 снарядов и зарядов. Подача боеприпасов осуществлялась электроэлеваторами. У эсминцев типов J, K кормовая установка была смонтирована «лицом» в нос, на N в корму.

#### Зенитное вооружение

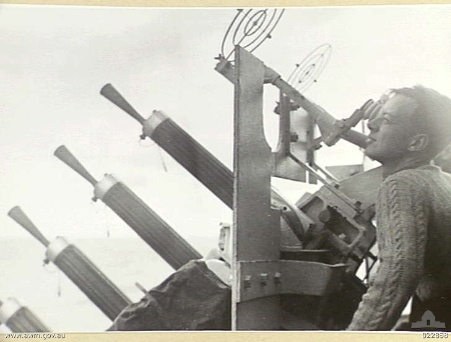
Счетверённый 12,7-мм пулемёт Vickers, 1941 год

Зенитное вооружение составляли пара счетверённых 12,7-мм пулемёта Vickers .50 у мостика на специальных платформах и Пом-пом сразу за дымовой трубой. Двухфунтовый автомат «Виккерс», прозванный «пом-помом» за характерный звук, издаваемый при выстреле, имел длину ствола 40,5 калибра и обеспечивал 764-граммовому снаряду начальную скорость 732 м/с. Досягаемость по высоте не очень большая — 3960 м. Это отчасти компенсировалось высокой — 100 выстрелов/мин на ствол скорострельностью, позволявшей развивать высокую плотность огня. Из-за низкой эффективности пулемётов с носовых курсовых углов корабль был практически беззащитным.
Опыт первых месяцев войны показал, насколько опасно пренебрегать угрозой воздушных атак. Поэтому на эсминцах начали дополнительно монтировать 20-мм «эрликоны» и заменили один торпедный аппарат на зенитное орудие 102-мм QF Mk.V. Тип N сразу получил четыре «эрликона», счетверённые пулемёты заменены на спаренные, кормовой торпедный аппарат заменён на зенитку.

#### Торпедное вооружение
Торпедное вооружение включало в себя два 533-мм пятитрубных торпедных аппарата PR Mk.II. Эскадренные миноносцы типов J и K несли по десять торпед Mk.IX** или Mk.IX*. Торпеды Mk.IX* имели дальность 11 000 ярдов (10 055 м) ходом 36 узлов и 14 000 ярдов (12 800 м) ходом 30 узлов и снаряжались 340 кг тринитротолуола. Торпеды Mk.IX** состоявшие на вооружении с 1939 года имели дальность 11 000 ярдов (10 055 м) ходом 41 узел и 15 000 ярдов (13 711 м) ходом 35 узлов. Боеголовка первоначально содержала 727 фунтов (330 кг) тринитротолуола, но скоро стандартной стала 810 фунтовая (367 кг) из торпекса — в полтора раза более мощного взрывчатого вещества (42% тола, 40% гексогена, 18% алюминиевой пудры).

#### Противолодочное вооружение
Для противолодочной роли корабли были оснащены гидролокатором и глубинными бомбами. Гидролокатор был эффективным до дальности 2500 ярдов (2286 метров), хотя высокая скорость и плохая погода отрицательно сказывались на его работе. Так, при ходе свыше 18 узлов он не мог обнаружить ничего на расстоянии дальше 200 ярдов (183 метров) от корабля. Бомбосбрасыватель и два стеллажа для глубинных бомб находились в корме кораблей, и бомбомёт по каждому борту.

## Стоимость
Средняя стоимость эсминца типа «К» со всеми запасами равнялась 587 580 £ (фунтов стерлингов).

## Служба и модернизации
Эсминцы типов J, K и N приняли активное участие в боевых действиях Второй мировой войны. Ни один эсминец типа «N» не вошёл в состав Королевского флота, все они были переданы Австралии и союзникам. В ходе боевых действий эсминцы неоднократно модернизировались. В течение 1940—1941 годов на всех эсминцах типа J и K, кроме «Джуно», «Кандагара», «Хартума» кормовой торпедный аппарат был демонтирован, а на его место установлена 102-мм зенитка. Четырёхствольные 12,7-мм пулемёты заменялись на четыре 20-мм «Эрликона», из них 2 заняли место пулемётов на крыше мостика. Позже на крыше мостика были установлены спаренные «Эрликоны». Двухскоростной трал в 1942—1943 на эсминцах J и K  демонтировали. За счёт этого увеличили запас глубинных бомб до 45. В 1942—1943 торпедный аппарат вернули, убрав зенитное орудие. Но корабли несли по девять торпед вместо десяти. На все эсминцы установили резервный 10 кВт генератор. Произвели изменения в системе управления огнём — она получила возможность корректировать огонь по самолётам. На корабли стали устанавливаться различные радары (антенный пост на топе фок-мачты) типов 285, 286, 286s, 291, 271, 272 и другие. В конце войны уцелевшие корабли получили на вооружение радиопеленгаторы HF/DF (их антенна находилась на грот-мачте). 
В процессе эксплуатации недостаточно прочными были признаны палубные бимсы. Эту проблему решили путём дополнительного подкрепления палуб. Для компенсации быстро растущего верхнего веса с целью сохранения остойчивости к концу войны эсминцы несли по 40-50 тонн балласта.
«Jervis» (назван в честь Джона Джервиса 1-го графа Сент-Винсента) был оборудован как лидер флотилии. Изменения не коснулись его боевых качеств, но увеличился объём надстройки и численность экипажа (218 человек). После окончания испытаний «Jervis» стал флагманом формируемой 7-й флотилии эсминцев флота Метрополии. После начала войны флотилия базировалась в устье реки Хамбер и выполняла различные боевые задания. В апреле 1940 года эсминец в составе флотилии участвовал в Норвежской операции, затем в боях за Западную Европу. В июне 1940 года его перевели в состав Средиземноморского флота. «Jervis» принимал активное участие в боевых действиях против итальянского флота. Самыми яркими страницами его службы стало участие в сражении у мыса Матапан и в Критской операции. В декабре 1941 года во время стоянки в Александрии находился у борта норвежского танкера, который был заминирован итальянскими боевыми пловцами. От взрыва эсминец получил сильные повреждения. После возвращения в строй он до 1944 года служил на Средиземном море. В январе 1944 года был задействован в десанте у Анцио. Получил попадание радиоуправляемой бомбой «HS-293». После ремонта переведён в состав флота Метрополии, участвовал в операции «Оверлорд». В конце войны действовал в Эгейском море.

## Список эсминцев типа[17][18]

### Лидеры флотилий
| Номер вымпела | Название | Верфь-строитель           | Дата закладки   | Дата спуска на воду | Дата вступления в состав флота | Судьба                                                 |
| ------------- | -------- | ------------------------- | --------------- | ------------------- | ------------------------------ | ------------------------------------------------------ |
| F00           | Jervis   | Hawthorn Leslie & Company | 26 августа 1937 | 9 сентября 1938     | 12 мая 1939                    | Исключён из состава флота, разобран на металл в 1949   |
| F01           | Kelly    | Hawthorn Leslie & Company | 26 августа 1937 | 25 октября 1938     | 23 августа 1939                | Потоплен авиацией 23 мая 1941                          |
| G97           | Napier   | Fairfield                 | 26 июля 1939    | 22 мая 1940         | 11 декабря 1940                | Передан ВМФ Канады в 1941. Сдан на слом в 1950-х годах |

### Серийные корабли
| Номер вымпела | Название          | Верфь-строитель                              | Дата закладки    | Дата спуска на воду | Дата вступления в состав флота | Судьба |
| ------------- | ----------------- | -------------------------------------------- | ---------------- | ------------------- | ------------------------------ | --- |
| F22           | Jackal            | John Brown & Company                         | 25 сентября 1937 | 26 октября 1938     | 31 марта 1939                  | повреждён бомбами 11 мая 1942 года и добит Джервисом на следующий день                                       |
| F34           | Jaguar            | William Denny & Brothers                     | ноябрь 1937      | 22 ноября 1938      | сентябрь 1939                  | торпедирован немецкой подводной лодкой U-652 севернее Соллума, 26 марта 1942                                 |
| F46           | Juno (ex-Jamaica) | Fairfield Shipbuilding & Engineering Company | октябрь 1937     | 8 декабря 1938      | август 1939                    | В ходе битвы за Крит 29 мая 1941 потоплен немецкой авиацией                                                  |
| F53           | Janus             | Swan Hunter & Wigham Richardson              | 29 сентября 1937 | 10 ноября 1938      | август 1939                    | торпедирован немецкой авиацией, 23 января 1944 у Анцио                                                       |
| F61           | Javelin           | John Brown                                   | 11 октября 1937  | 21 декабря 1938     | июнь 1939                      | Исключён из состава флота, разобран на металл в 1949                                                         |
| F85           | Jupiter           | Yarrow & Company                             | 20 сентября 1937 | 27 октября 1938     | 25 июня 1939                   | Наткнулся на голландскую мину во время сражения в Яванском море 27 февраля 1942, и затонул на следующий день |
| F72           | Jersey            | J. Samuel White                              | 1937             | 26 сентября 1938    | 28 апреля 1939                 | подорвался на мине в гавани Ла-Валетты (Мальта) 2 мая 1941, разломился пополам и затонул два дня спустя      |
|               | Jubilant          |                                              |                  |                     |                                | Заказан в марте 1937 года, отменён в декабре 1937                                                            |
| F28           | Kandahar          | Denny                                        | Январь 1938      | 21 марта 1939       | 10 октября 1939                | Подорвался на мине. Затоплен 20 декабря 1941                                                                 |
| F12           | Kashmir           | John I. Thornycroft & Company                | Октябрь 1937     | 4 апреля 1939       | 26 октября 1939                | Потоплен авиацией 23 мая 1941                                                                                |
| F37           | Kelvin            | Fairfield Shipbuilding & Engineering Company | октябрь 1937     | 19 января 1939      | 27 ноября 1939                 | Продан на слом 6 июня 1949                                                                                   |
| F45           | Khartoum          | Swan Hunter & Wigham Richardson              | 27 октября 1937  | 6 февраля 1939      | 6 ноября 1939                  | Тяжело поврежден арт. ПЛ, 23 июня 1940 выбросился на берег                                                   |
| F50           | Kimberley         | Thornycroft                                  | Январь 1938      | 1 июня 1939         | 21 декабря 1939                | Исключён из состава флота, разобран на металл 30 марта 1949                                                  |
| F64           | Kingston          | White                                        | 6 октября 1937   | 9 января 1939       | 14 сентября 1939               | Уничтожен в доке авиацией 11 апреля 1942                                                                     |
| F91           | Kipling           | Yarrow                                       | 20 октября 1937  | 19 января 1939      | 12 декабря 1939                | Тяжело поврежден авиацией 11 мая 1942                                                                        |
| G84           | Noble             | Denny                                        | 10 июля 1939     | 17 апреля 1941      | 20 февраля 1942                | Передан ВМФ Нидерландов 11 февраля 1942                                                                      |
| G16           | Nonpareil         | Denny                                        | 22 мая 1940      | 26 июня 1941        | 30 октября 1942                | Передан ВМФ Нидерландов 11 февраля 1942                                                                      |
| G02           | Nestor            | Fairfield Shipbuilding & Engineering Company | 26 июля 1939     | 9 июля 1940         | 12 февраля 1941                | Тяжело поврежден авиацией. Затоплен 15 июня 1942                                                             |
| G38           | Nizam             | John Brown                                   | 27 июля 1939     | 4 июля 1940         | 19 декабря 1940                | Передан ВМФ Канады в 1941. Возвращён Англии в 1945.                                                          |
| G49           | Norman            | Thornycroft                                  | 27 июля 1939     | 30 октября 1940     | 29 сентября 1941               | Передан ВМФ Австралии в 1941                                                                                 |
| G25           | Nepal             | Thornycroft                                  | 9 сентября 1939  | 4 декабря 1941      | 29 мая 1942                    | Повреждён в доке авиацией 11 апреля 1942 года. Исключён в 1956                                               |
| G65           | Nerissa           | John Brown                                   | 26 июля 1939     | 7 мая 1940          | 12 февраля 1941                | Передан ВМФ Польши в октябре 1940                                                                            |

В 1940 году литер F в номере вымпела заменили на G.

## Оценка проекта
Характерными признаками британских эсминцев были мореходность, простота конструкции, умеренные размеры, надёжность всех механизмов и приборов, наличие гидролокационной станции и мощное противолодочное вооружение.
| Сравнительные ТТХ конца 30-х                                                   |                             |                               |                     |                           |                     |                                         |                          |
| Тип                                                                            | тип «Ле Арди»               | «Джервис»                     | тип «Симс»          | тип «Сольдати»            | тип «Кагэро»        | проект 7                                | «тип 1936»               |
| Построено единиц                                                               | 12                          | 24                            | 12                  | 19                        | 19                  | 28                                      | 6                        |
| Размерения Д×Ш×О, м                                                            | 101,7×9,9×3,35              | 108,6×10,8×4,17               | 106,2×11,0×3,91     | 106,7×10,2×3,58           | 118,5×10,8×3,76     | 112,8×10,2×3,1                          | 123×11,8×4,3             |
| Водоизмещение                                                                  | 1772/2215                   | 1751/2369                     | 1764/2477           | 1715/2290                 | 2033/2490           | 1612/2215                               | 2411/3415                |
| Артиллерия ГК                                                                  | 130-мм/48 — 3×2             | 120-мм/45 — 3×2               | 127-мм/38 — 5×1     | 120-мм/50 — 2×2           | 127-мм/50 — 3×2     | 130-мм/50 — 4×1                         | 127-мм/45 — 5×1          |
| Зенитная артиллерия                                                            | 37-мм/50 — 2×1, 13-мм — 2×2 | 40-мм/40 — 1×4, 12,7-мм — 2×4 | 12,7-мм — 4×1       | 13,2-мм — 12 (4×2), (4×1) | 25-мм — 2×2         | 76-мм — 2×1, 45-мм — 2×1, 12,7-мм — 2×1 | 37-мм — 2×2, 20-мм — 6×1 |
| Торпедное вооружение                                                           | 1 × 3, 2 × 2— 550-мм        | 2 × 5 — 533-мм                | 3 × 4 — 533-мм      | 2 × 3 — 533-мм            | 2 × 4 — 610-мм      | 2 × 3 — 533-мм                          | 2 × 4 — 533-мм           |
| Противолодочное вооружение                                                     | 4 БМБ, ?? ГБ                | ГЛ «Асдик», 30 ГБ             | ГЛ «QC», 10 ГБ      | 2 БМБ, 20? ГБ             | 18 ГБ               | 25 ГБ                                   | ШП «KDB», 18 ГБ          |
| Энергетическая установка мощность л. с. давление, температура пара кгс/см², °C | ПТ, 58 000, 35, 385         | ПТ, 40 000, 21, 327           | ПТ, 50 000, 37, 379 | ПТ, 48 000, 27, 350       | ПТ, 52 000, 30, 350 | ПТ, 50 500, 27, 350                     | ПТ, 70 000, 70, 460      |
| Максимальная скорость, узлов                                                   | 37                          | 36                            | 35                  | 38                        | 36                  | 38                                      | 38                       |
| Дальность плавания, морские мили                                               | 6000 на 15 узлах            | 5500 на 15 узлах              | 6500 на 12 узлах    | 2200 на 20 узлах          | 5000 на 18 узлах    | 2640 на 19,8 узлах                      | 2020 на 19 узлах         |

Поскольку новая двухорудийная установка главного калибра была с механическим приводом, флот хотел, чтобы она была полностью закрыта от непогоды и имела защиту от взрывов. Полностью закрытые установки с кольцевым погоном могли быть размещены ближе друг к другу. Снабжения боеприпасами таких установок было бы упрощено, что позволило оценочно сократить расчёты орудий главного калибра до двадцать четырёх человек на корабле. Британский флот отметил наличие таких установок в США на эсминцах типа Портер и на последних японских кораблях типа Shiryatsuyu. Закрытые 34 тонные установки были приняты на следующем типе, но из-за экономии они не были универсальными. Закрытые башни обладали большей эффективностью стрельбы ночью, поскольку прислуга не ослеплялась вспышками собственных выстрелов, и лучшей защитой от осколков и непогоды. По оценкам, дополнительное принятие универсальности увеличило бы вес одной установки с 23¼ тонн до 50 тонн, добавив около 75 тонн верхнего веса на судно.

## Эсминцы в искусстве

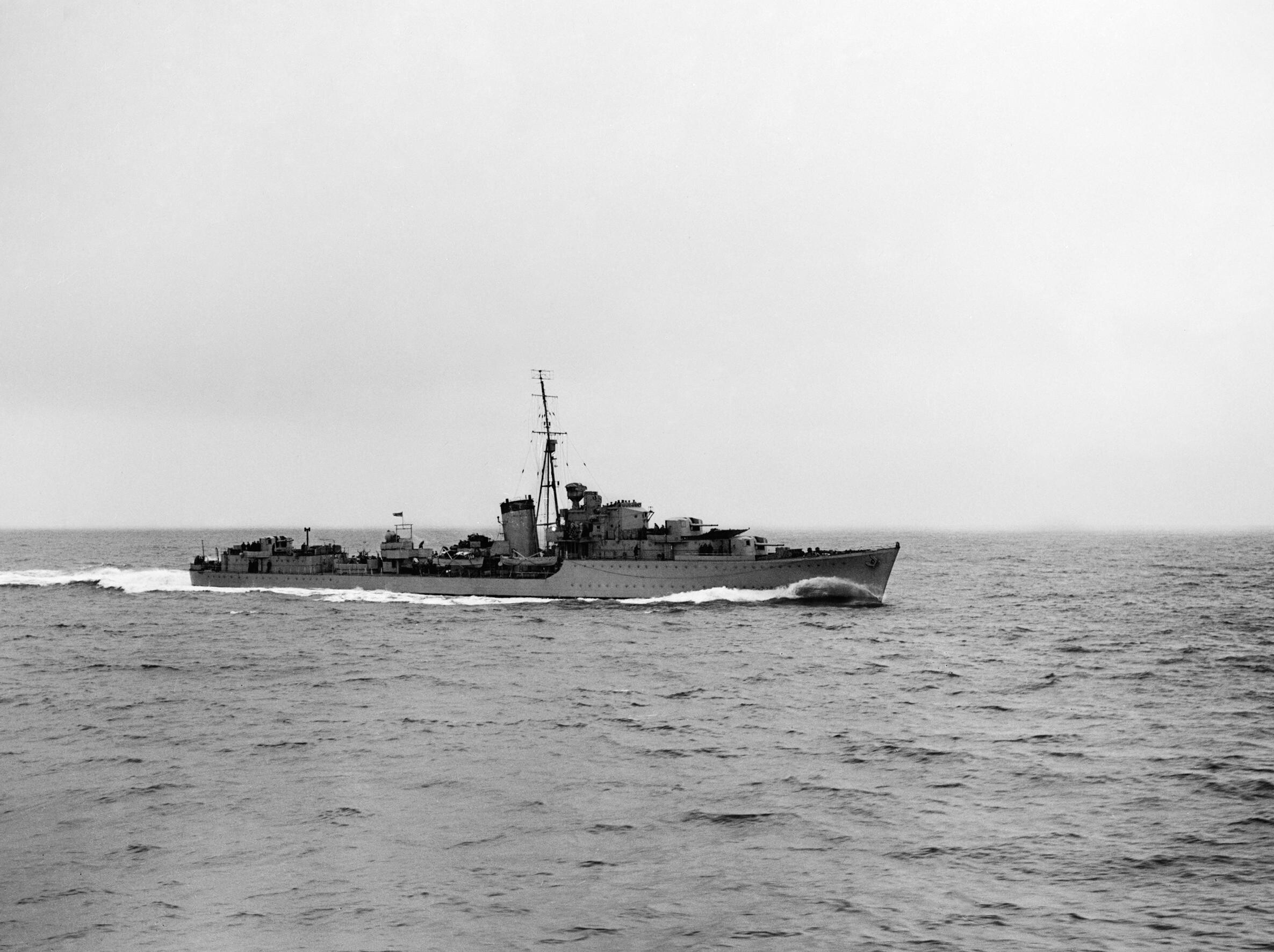
HMS Kelly

Судьба одного из лидеров флотилий — HMS Kelly (F01) легла в основу пропагандистского фильма: В котором мы служим (англ. In Which We Serve). Лента получила премию Национального совета кинокритиков США за лучший фильм, а также две номинации на премию «Оскар» — за лучший фильм и за лучший оригинальный сценарий.

## Комментарии
1. ↑  Данные по вооружению на момент ввода в строй
2. ↑  Продольную систему набора корпуса имел Новик, спущенный на воду 21 июня 1911 года.
3. ↑  Наклонный форштевень, характеризующийся прямой наклонной линией, в подводной части плавно или под углом переходит в килевую линию. Такой форштевень придает судну как бы устремленность вперед, но делается он таким не только ради эстетического впечатления, а также исходя из практических соображений: наклонный форштевень в сочетании с развалом бортов в носовой оконечности увеличивает полезную площадь верхней палубы и улучшает всхожесть судна на волну;
4. ↑  Кормовой подзор защищает собою от повреждений наиболее уязвимое в подводной части устройство судна, а именно: навешанный сзади на ахтерштевне руль.
5. ↑  В конвее данные отличаются
6. ↑  В конвее даны радиусы действия 3100 мили на 10 узлах, и 1900 на 25.